# گرین هورن (کالیفرنیا)
گرین هورن (به انگلیسی: Greenhorn) یک منطقهٔ مسکونی در ایالات متحده آمریکا است که در شهرستان پلوماس، کالیفرنیا واقع شده‌است. گرین هورن ۱۷٫۳۸۱ کیلومتر مربع مساحت و ۲۳۶ نفر جمعیت دارد و ۱٬۳۵۲ متر بالاتر از سطح دریا واقع شده‌است.